# 劉輔 (嘉靖進士)
劉輔（1499年—？），字少鄰，雲南雲南前衛軍籍順天府大興縣人，明朝政治人物。

## 生平
嘉靖四年（1525年）乙酉科雲貴鄉試第二十八名舉人。嘉靖十四年（1535年）中式乙未科會試第二百二名，登第二甲第三十三名進士。官至郎中。

## 家族
曾祖劉賢；祖父劉儼；父劉鑾，母沈氏。重庆下。